# Teatr Letni w Warszawie
Teatr Letni – teatr działający w latach 1870–1939 w Warszawie, należący do Warszawskich Teatrów Rządowych, następnie letnia scena Teatru Rozmaitości.

## Historia
Drewniany budynek teatru zbudowano w 1870 w Ogrodzie Saskim według projektu Aleksandra Zabierzowskiego. Teatr powstał w związku z przebudową Teatru Wielkiego i jego czasowym zamknięciem. Mieścił 940 widzów i charakteryzował się bardzo dobrą akustyką i dużą sceną. Jej wymiary dopasowano do wymiarów sceny Teatru Wielkiego, co pozwalało na wykorzystywanie tych samych dekoracji. Podczas przedstawień posterunki pełniła w nim Warszawska Straż Ogniowa. Teatr cieszył się popularnością wśród widzów. Był jednak krytykowany m.in. za przeciągi.
Przedstawienia w Teatrze Letnim odbywały się także po zakończeniu przebudowy Teatru Wielkiego. Od czerwca grano tam dramaty, operetki, farsy i balety. W 1890 budynek został przystosowany do użytku całorocznego, a widownię powiększono do ok. 1000 miejsc.
W budynku teatru pomiędzy 31 marca a 2 kwietnia 1902 roku pierwsza polska wytwórnia filmowa Towarzystwo Udziałowe Pleograf założona przez wynalazcę Kazimierza Prószyńskiego zorganizowała pionierskie pokazy polskich filmów. Podczas projekcji publiczności zaprezentowano program złożony z filmów dokumentujących życie codzienne w Warszawie, które wykonane zostały przez Prószyńskiego. Były to m.in. Ślizgawka w Dolinie Szwajcarskiej, Ślizgawka w Ogrodzie Saskim, Ruch uliczny przed pomnikiem Mickiewicza, Wyścigi, Pogotowie Ratunkowe, Na Placu Św. Aleksandra oraz Pod Ostrą Bramą w Wilnie.
Do 1915 budynek był też siedzibą zespołu farsy Teatru Małego. W latach 1921−1923, po spaleniu się siedziby teatru, mieścił zespół dramatyczny Teatru Rozmaitości. Od 1921 znajdował się pod zarządem Dyrekcji Generalnej Teatrów Miejskich, a następnie Towarzystwa Krzewienia Kultury Teatralnej.
Budynek teatru spłonął we wrześniu 1939. 

## Inne informacje
W 2014 w Parku Miniatur Województwa Mazowieckiego powstała replika budynku teatru.